# Wonder Why
Wonder Why is een nummer van de Britse singer-songwriter Julian Perretta. Hij schreef het nummer samen met Matt Johnson en Rob Harris. Die twee namen samen met Mike Spencer de productie voor hun rekening. In 2010 werd het uitgebracht als leadsingle voor het album Stitch Me Up.

## Achtergrond
Het nummer gaat over iemand die zich in een relatie toch eenzaam en verdrietig voelt. Hij stelt aan zijn partner voor om terug te gaan naar betere tijden en beter te communiceren. Uiteindelijk vraagt de hoofdpersoon zich af waarom ze er niet uit zijn gekomen en waarom hij niet meer aan de kant van zijn partner heeft gestaan.

## Hitnoteringen
Wonder Why bereikte als hoogste notering de achtste plek van de hitlijst in Frankrijk. In de Nederlandse Top 40 was de hoogste plek de zestiende. Hier bleef het één week staan voor het weer wegzakte en in totaal stond het negen weken in de Top 40.

### Nederlandse Top 40
| Hitnotering: 09-04-2011 t/m 04-06-2011 | Hitnotering: 09-04-2011 t/m 04-06-2011 | Hitnotering: 09-04-2011 t/m 04-06-2011 | Hitnotering: 09-04-2011 t/m 04-06-2011 | Hitnotering: 09-04-2011 t/m 04-06-2011 | Hitnotering: 09-04-2011 t/m 04-06-2011 | Hitnotering: 09-04-2011 t/m 04-06-2011 | Hitnotering: 09-04-2011 t/m 04-06-2011 | Hitnotering: 09-04-2011 t/m 04-06-2011 | Hitnotering: 09-04-2011 t/m 04-06-2011 | Hitnotering: 09-04-2011 t/m 04-06-2011 |
| Week:                                  | 1                                      | 2                                      | 3                                      | 4                                      | 5                                      | 6                                      | 7                                      | 8                                      | 9                                      |                                        |
| -------------------------------------- | -------------------------------------- | -------------------------------------- | -------------------------------------- | -------------------------------------- | -------------------------------------- | -------------------------------------- | -------------------------------------- | -------------------------------------- | -------------------------------------- | -------------------------------------- |
| Positie:                               | 33                                     | 23                                     | 17                                     | 16                                     | 18                                     | 21                                     | 24                                     | 31                                     | 36                                     | uit                                    |